# Patrícia de Connaught
Princesa Patrícia de Connaught (nome pessoal em inglês: Victoria Patricia Helena Elizabeth; Londres, 17 de março de 1886 – Windlesham, 12 de janeiro de 1974) , posteriormente Lady Patrícia Ramsay em decorrência de seu casamento com o Lorde Alexandre Ramsay, filho do Conde de Dalhousie, foi um membro da família real britânica, sendo neta da rainha Vitória do Reino Unido.
Ela abandonou o seu título real de princesa britânica e o seu tratamento de "Sua Alteza Real" após o seu casamento.

## Nascimento e família

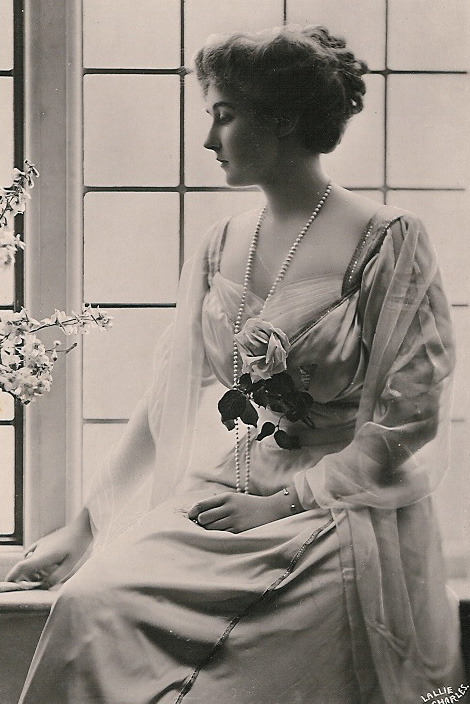
Patrícia

A princesa Victoria Patricia Helena Elizabeth Windsor (ou apenas "Patsy" para a família e os amigos mias próximos) nasceu em 17 de março de 1886, dia de São Patrício, no Palácio de Buckingham, localizado na cidade de Londres. Pelo nascimento, era uma legítima princesa do Reino Unido, pois o seu pai era o príncipe Artur, Duque de Connaught e Strathearn, terceiro filho da rainha reinante Vitória do Reino Unido e do príncipe consorte Alberto de Saxe-Coburgo-Gota. Sua mãe foi a princesa Luísa Margarida da Prússia. 
Patrícia tinha dois irmãos mais velhos: o príncipe Artur de Connaught e a princesa Margarida de Connaught, mais tarde princesa por casamento e depois foi a primeira rainha consorte por casamento da Suécia, como primeira esposa do rei reinante Gustavo VI Adolfo da Suécia. 
Foi batizada como Vitória Patrícia Helena Isabel (em inglês: Victoria Patricia Helena Elizabeth Windsor) na igreja de Saint Anne na mansão de Bagshot Park, em 01 de maio de 1886 em comunhão com a igreja Anglicana. Os seus padrinhos foram: a rainha Vitória I do Reino Unido, a princesa Helena de Schleswig-Holstein, a grã-duquesa Isabel Ana da Prússia de Oldemburgo, o príncipe Guilherme da Prússia, o príncipe Ernesto II de Saxe-Coburgo-Gota e o príncipe Alberto da Prússia. O seu nome "Vitória" foi escolhido em homenagem à rainha reinante Vitória do Reino Unido, o nome "Patrícia" em homenagem a São Patrício da Irlanda (o santo do seu aniversário), e o nome "Helena" em homenagem à irmã de seu pai, a princesa Helena do Reino Unido.
Em 06 de julho de 1893, ela foi uma das damas de honra no casamento dos seus primos, o até então príncipe Jorge, Duque de York (futuro Jorge V do Reino Unido) e a Maria de Teck, Duquesa de York.

## Casamento

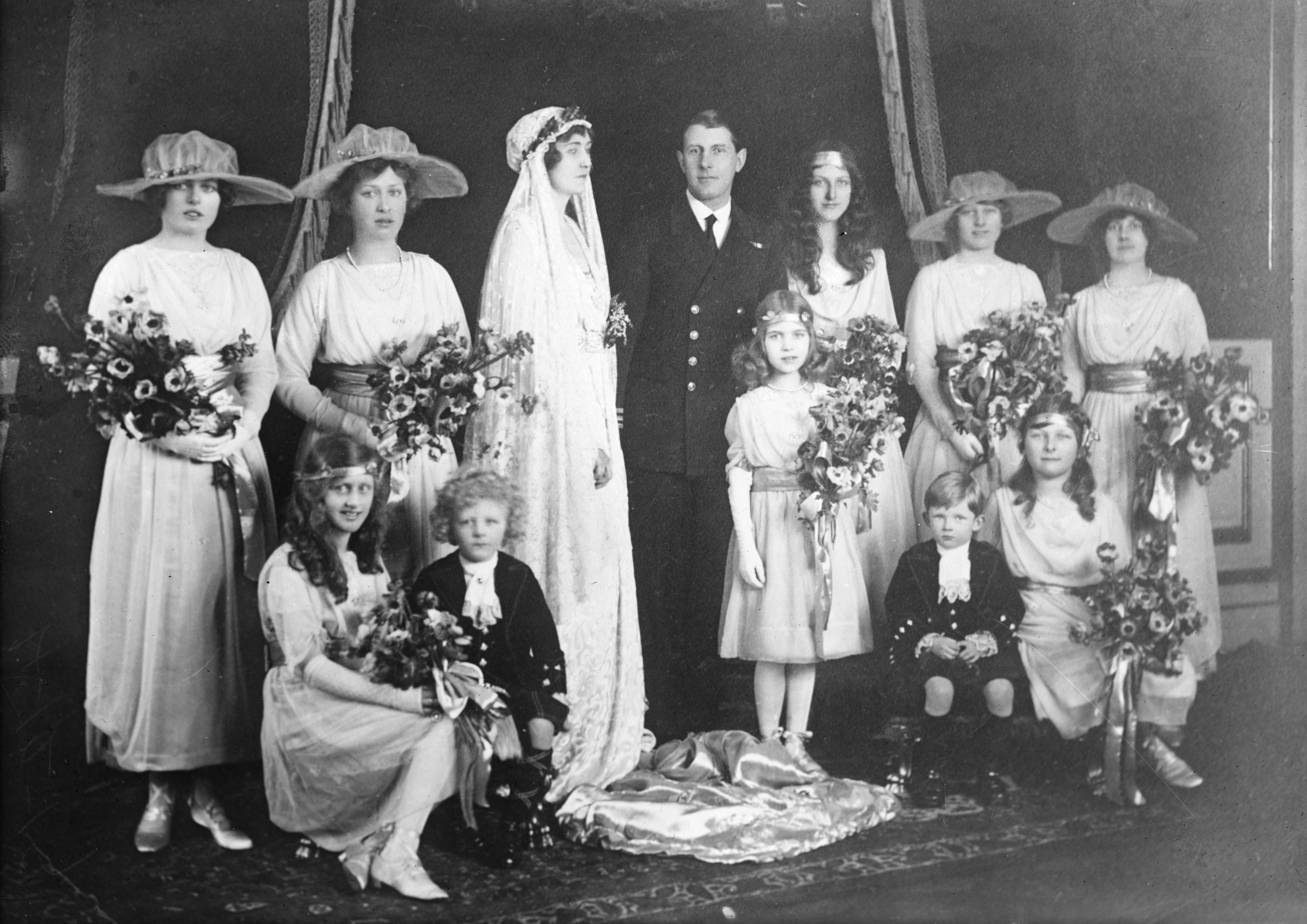
Patrícia em seu casamento em 1919

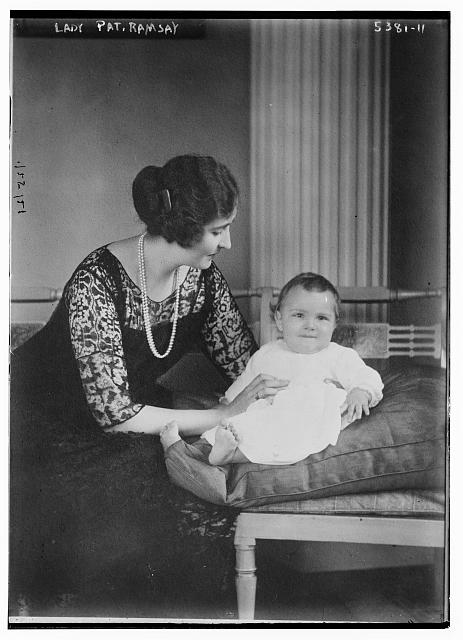
Patrícia com seu filho, Alexandre Ramsay de Mar

A questão do casamento de Patrícia foi muito controversa em um tempo em que membros da nobreza só se casavam com outros membros da nobreza. Vários membros da realeza internacional, como o rei Afonso XIII de Espanha, o herdeiro do trono de Portugal, o Luís Filipe de Bragança, o futuro grão-duque de Mecklenburg-Strelitz e o grão-duque Miguel Alexandrovich da Rússia (irmão mais novo do czar Nicolau II da Rússia), pediram a mão de Patrícia em casamento, mas ela rejeitou a proposta de casamento de todos eles.
Patrícia escolheu um plebeu e não um nobre, como era esperado. Casou-se com um Oficial Comandante da Marinha Real Britânica (mais tarde promovido à Almirante) Alexandre Ramsay (1881-1972).
No dia do seu casamento, a princesa Patrícia de Connaught renunciou voluntariamente ao tratamento de "Sua Alteza Real" e ao seu título de nascimento de "Princesa do Reino Unido", e assumiu o novo título de Lady Patrícia Ramsay, com precedência imediatamente antes de marquesas de Inglaterra. Com Alexandre Ramsay, Patrícia Ramsay teve um filho: Alexandre de Mar (21 de dezembro de 1919 - 20 de dezembro de 2000).
Apesar da renúncia ao título real, Lady Patrícia manteve-se como membro da família real britânica, na linha de sucessão ao trono britânico, e atendeu todos os eventos reais, incluindo casamentos, investidura do seu primo em primeiro grau o príncipe Eduardo, Príncipe de Gales em 1911, funerais, e a coroação de Jorge VI e Isabel II, em 1937 e 1953, respectivamente.
Faleceu em 12 de janeiro de 1974. Encontra-se sepultada no Cemitério de Frogmore no Reino Unido.

## Títulos, estilos, honras e armas

### Títulos
- 17 de março de 1886 - 27 de fevereiro de 1919: Sua Alteza Real, a Princesa Patrícia de Connaught
- 27 de fevereiro de 1919 - 12 de janeiro de 1974: Lady Patrícia Ramsay

### Honras
- CI: Companheiro da Coroa da Índia, 1911
- GCStJ: Dama da Grande Cruz de São João, 1934
- CD: Canadian Forces Decoration, 1934
- VA: Real Ordem de Vitória e Alberto

Após uma visita oficial dos duques de Connaught e de sua filha, em 1906, a cidade de Lourenço Marques, capital de Moçambique, deu o nome de Duques de Connaught a uma aprazível avenida situada na sua parte alta e o nome de Princesa Patrícia a uma outra avenida, mais central (após a independência de Moçambique, a cidade foi rebatizada Maputo e as referidas artérias passaram a chamar-se, respetivamente, Friedrich Engels e Salvador Allende).

### Armas

Brasão de Patrícia de Connaught como Princesa do Reino Unido

Logo após o seu casamento em 1919, foram concedidas armas a Lady Patrícia, na linhagem masculina de neta de uma monarca britânica. Os braços são os do brasão de armas do Reino Unido com um rótulo para a diferença, descritos assim (por trimestre): 
- 1º e 4º trimestres, exibem os três leões, que representam a Inglaterra;

- 2º trimestre, mostra um leão vermelho em um campo amarelo com uma dupla borda de cor vermelha com flores vermelho-de-lis, representando a Escócia;

- 3º trimestre, mostra uma harpa de ouro com cordas de prata contra um fundo azul, representando a Irlanda.

O conjunto diferenciado de um rótulo de cinco pontos Argent, primeiro e quinto lugar, com uma cruz gules, os outros flor-de-lis azul. 